# Agathis icarus
Agathis icarus är en stekelart som beskrevs av Sergey A. Belokobylskij och Jervis 1998. Agathis icarus ingår i släktet Agathis och familjen bracksteklar. Inga underarter finns listade i Catalogue of Life.